# Su Ge
Su Ge (chiń. 苏格; ur. 1952) – chiński dyplomata i wykładowca akademicki.
Urodził się w prowincji Shaanxi. Kształcił się na jednej z uczelni Xi’anie, następnie zaś na Brigham Young University, Harvard University i Pekińskim Uniwersytecie Studiów Zagranicznych. Wykłada gościnnie na Uniwersytecie Tsinghua. 
Był radcą - ministrem w ambasadzie w Stanach Zjednoczonych oraz ambasadorem ChRL w Surinamie (od września 2006). W latach 2009–2012 pełnił funkcję ambasadora na Islandii.